# 11051 Racine
A 11051 Racine (ideiglenes jelöléssel 1990 VH12) a Naprendszer kisbolygóövében található aszteroida. Eric Walter Elst fedezte fel 1990. november 15-én.
Nevét Jean Racine (1639 – 1699) francia író után kapta.